# Cronologia della seconda guerra mondiale
Questa cronologia della seconda guerra mondiale contiene un elenco degli eventi bellici, politici e diplomatici inerenti alla seconda guerra mondiale e fatti collegati. Per gli eventi precedenti il 1º settembre 1939 e che hanno portato allo scoppio della guerra, si veda la cronologia degli eventi precedenti la seconda guerra mondiale.
- Cronologia della seconda guerra mondiale (1939)
- Cronologia della seconda guerra mondiale (1940)
- Cronologia della seconda guerra mondiale (1941)
- Cronologia della seconda guerra mondiale (1942)
- Cronologia della seconda guerra mondiale (1943)
- Cronologia della seconda guerra mondiale (1944)
- Cronologia della seconda guerra mondiale (1945)